# 예명대학원대학교
예명대학원대학교(―大學院大學校, Yemyung Graduate University)는 서울특별시 서초구에 있는 사립 대학원대학이다.

## 연혁
1999년 7월 1일, 학교법인 레마학원에 의하여 예일신학대학원대학교가 설립되었다. 이듬해 9월 8일 개교하였다. 2011년 9월, 현재의 교사인 서울특별시 서초구 일대로 이전하였다. 2015년 10월, 예명대학원대학교로 교명을 변경하고 현재에 이르고 있다.

## 교육편제
예명대학원대학교는 전문대학원 과정으로, 석사 4학과, 박사 4학과를 운영하고 있다.

## 같이 보기
- 대한민국의 교육